# Église Saint-Martin d'Insos
Pour les articles homonymes, voir Église Saint-Martin.
L'église d'Insos est une église catholique située sur le territoire de la commune de Préchac, dans le département de la Gironde, en France.

## Localisation
L'église se trouve au milieu d'une clairière des landes girondines, au lieu-dit Insos ; depuis Préchac, il convient de prendre, sur environ cinq kilomètres, la route départementale D114 qui mène, vers le sud-est, à Lucmau puis, vers l'est, une route forestière d'environ un kilomètre qui conduit au lieu-dit.

## Historique
L’ancienne paroisse d’Insos relevait, sous l'Ancien Régime, de la seigneurie de Cazeneuve pour le temporel, et de la paroisse de Lucmau pour le spirituel. Après la Révolution française, elle a été rattachée à la commune de Préchac. L'église dédiée à saint Martin, est isolée en pleine lande et entourée de seulement quelques maisons.
Elle a été récemment restaurée. Le haut clocher du XIVe siècle renforcé par deux contreforts est prolongé par une nef unique, rebâtie au XVIe siècle, qui vient s'appuyer sur un large mur où s'ouvre l'arc triomphal du XIIIe siècle. Ce dernier donne sur le chœur et l'abside qui datent de la même époque. Le chevet a conservé sa structure romane avec ses contreforts et ses modillons (ornements en forme de console renversée).
Elle est inscrite monument historique par arrêté du 24 décembre 1925.

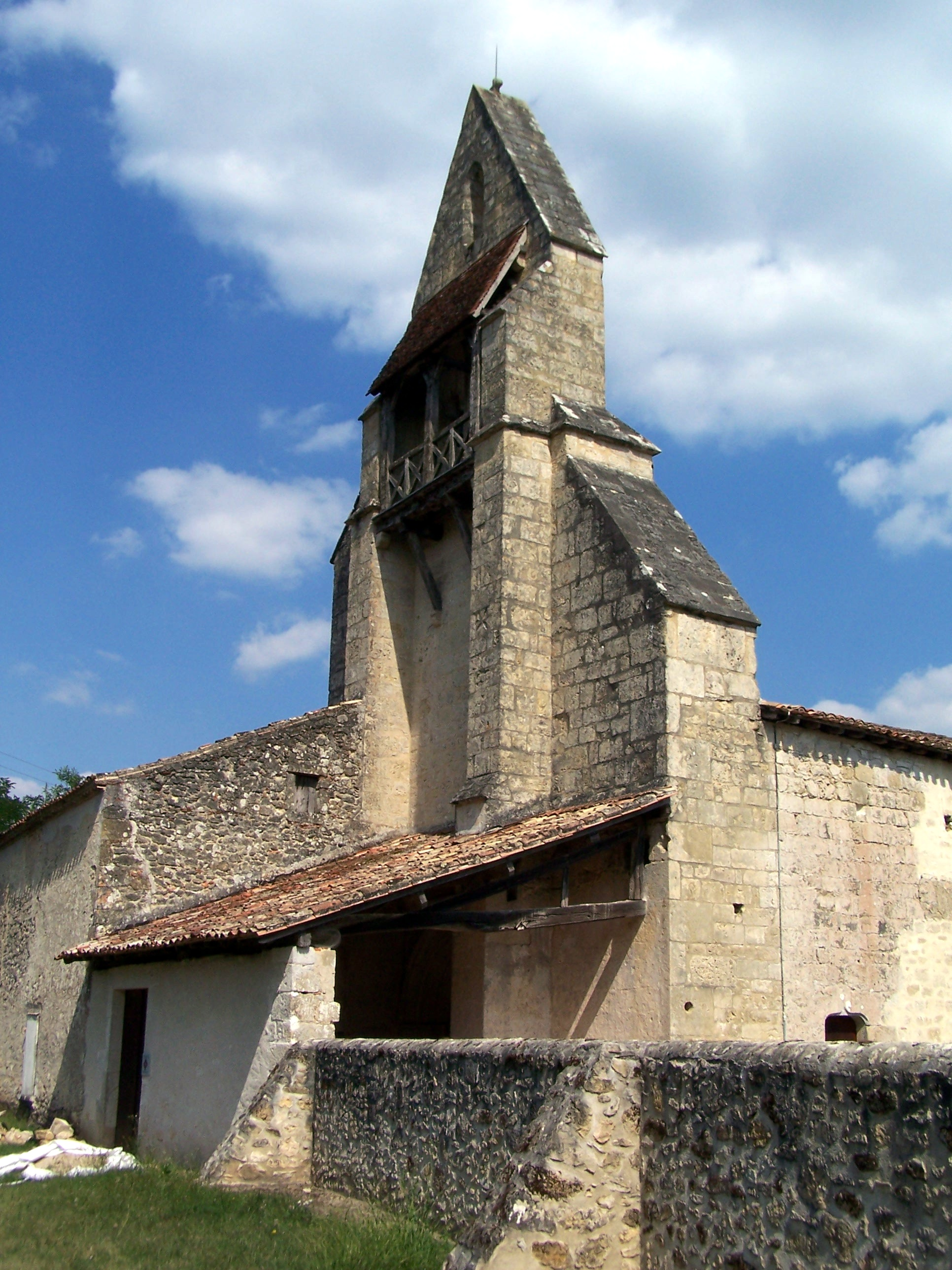
La façade ouest (août 2013)
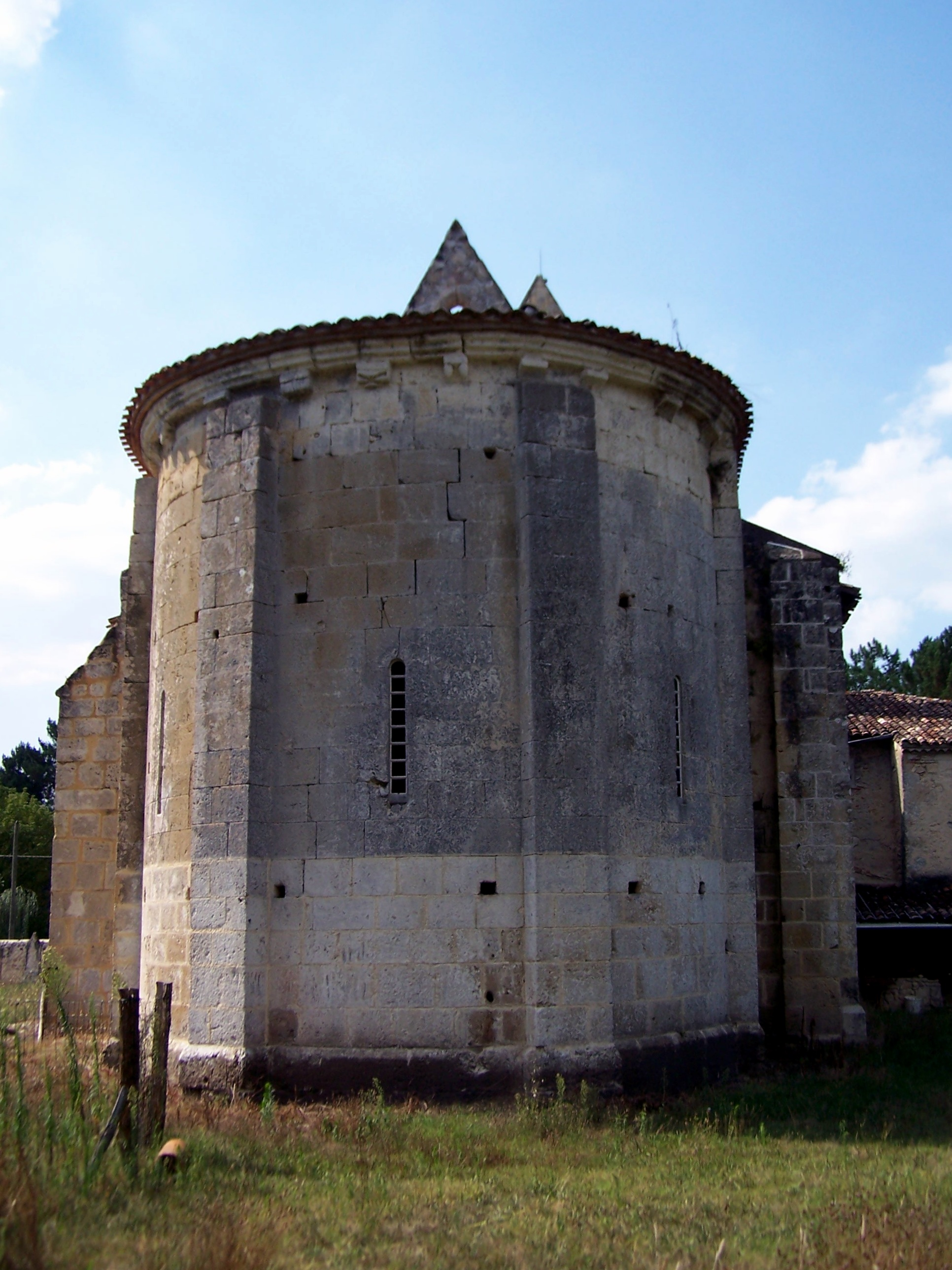
Le chevet (août 2013)
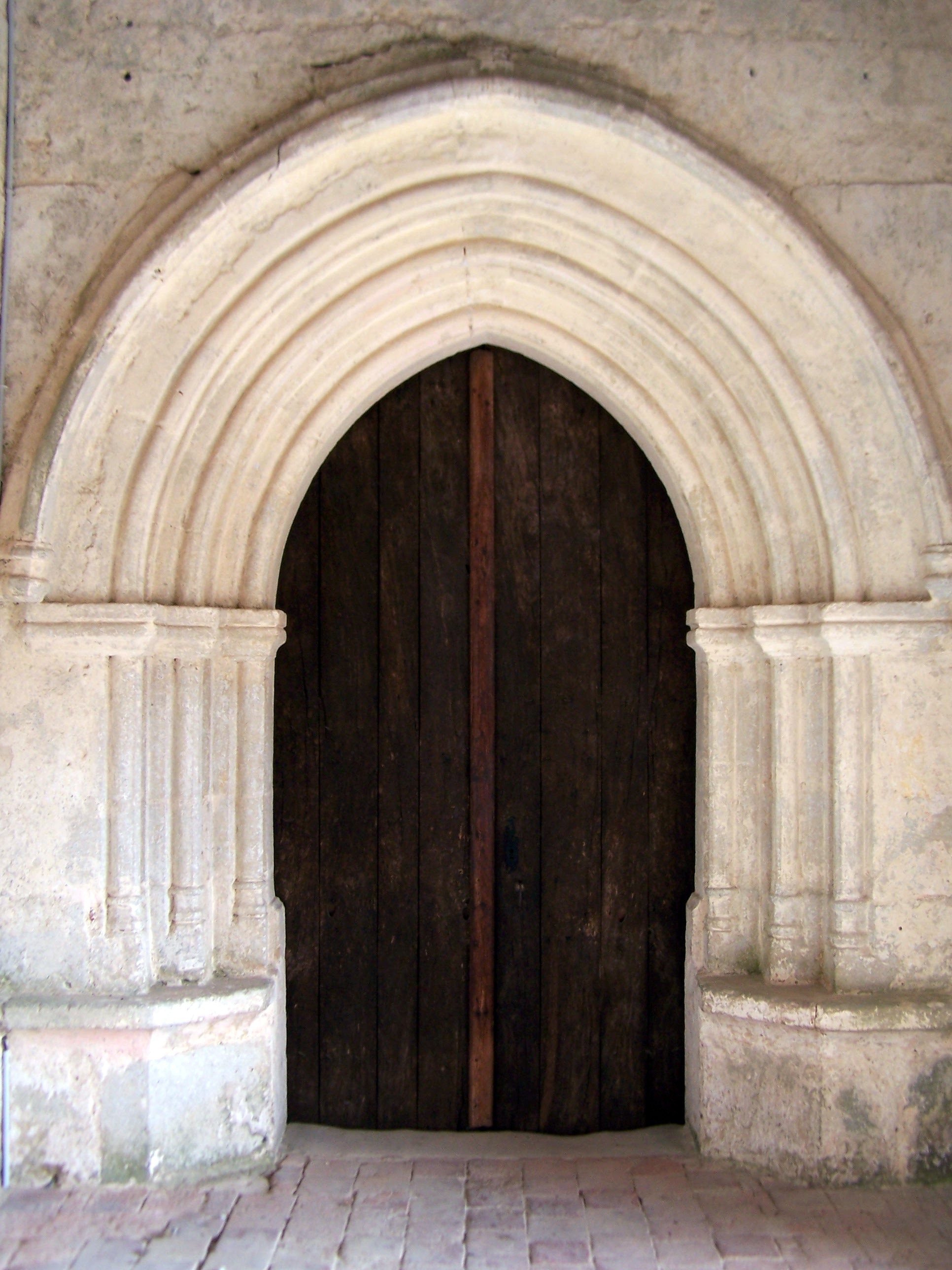
Le portail (août 2013)